# Comté de Mississippi (Missouri)
Le comté de Mississippi (Mississippi county) est un comté du Missouri aux États-Unis. Le comté date de 1845. Le siège du comté se situe à Charleston. Au recensement de 2000, la population était constituée de 13 427 habitants. 

## Géographie
Selon le bureau du recensement des États-Unis, le comté totalise une surface 1.111 km² dont 41 km² d’eau. 

### Comtés voisins
- Comté d’Alexander (Illinois)  (nord)
- Comté de Ballard (Kentucky)  (nord-est)
- Comté de Carlisle (Kentucky)  (est)
- Comté de Hickman (Kentucky)  (sud-est)
- Comté de Fulton (Kentucky)  (sud)
- Comté de New Madrid (Missouri)  (sud-ouest)
- Comté de Scott (Missouri)  (nord-ouest)

### Routes principales
- Interstate 57
- U.S. Route 60
- U.S. Route 62
- Missouri Route 77
- Missouri Route 80
- Missouri Route 105

## Démographie
Selon le recensement de 2000, sur les 13 427 habitants, on retrouvait 5 383 ménages et 3 671 familles dans le comté. La densité de population était de 13 habitants par km² et la densité d’habitations (5 840 au total)  était de 5 habitations par km². La population était composée de 77,93 % de blancs, de 20,53 %  d’afro-américains, de 0,25 % d’amérindiens et de 0,11 % d’asiatiques.
31,20 % des ménages avaient des enfants de moins de 18 ans et 47,7 % étaient des couples mariés. 26,3 % de la population avait moins de 18 ans, 8,8 % entre 18 et 24 ans, 25,4 % entre 25 et 44 ans, 23,6 % entre 45 et 64 ans et 15,9 % au-dessus de 65 ans. L’âge moyen était de 37 ans. La proportion de femmes était de 100 pour 82,7 hommes.
Le revenu moyen d’un ménage était de 23 012 dollars.

## Villes et cités
| - Anniston - Bird's Point - Bertrand - Charleston | - Deventer - Dogwood - Dorena - East Prairie | - Miner - Pinhook - Wilson City | - Wolf Island - Wyatt |